# Praní surové vlny
Praní surové vlny je proces, kterým se před zpracováním vláken na přízi z ovčího rouna odstraňuje velká část nežádoucích příměsi, kterých je v rounu 30 až 60 %. Rostlinné příměsi se pak z vyprané vlny odstraňují karbonizací.

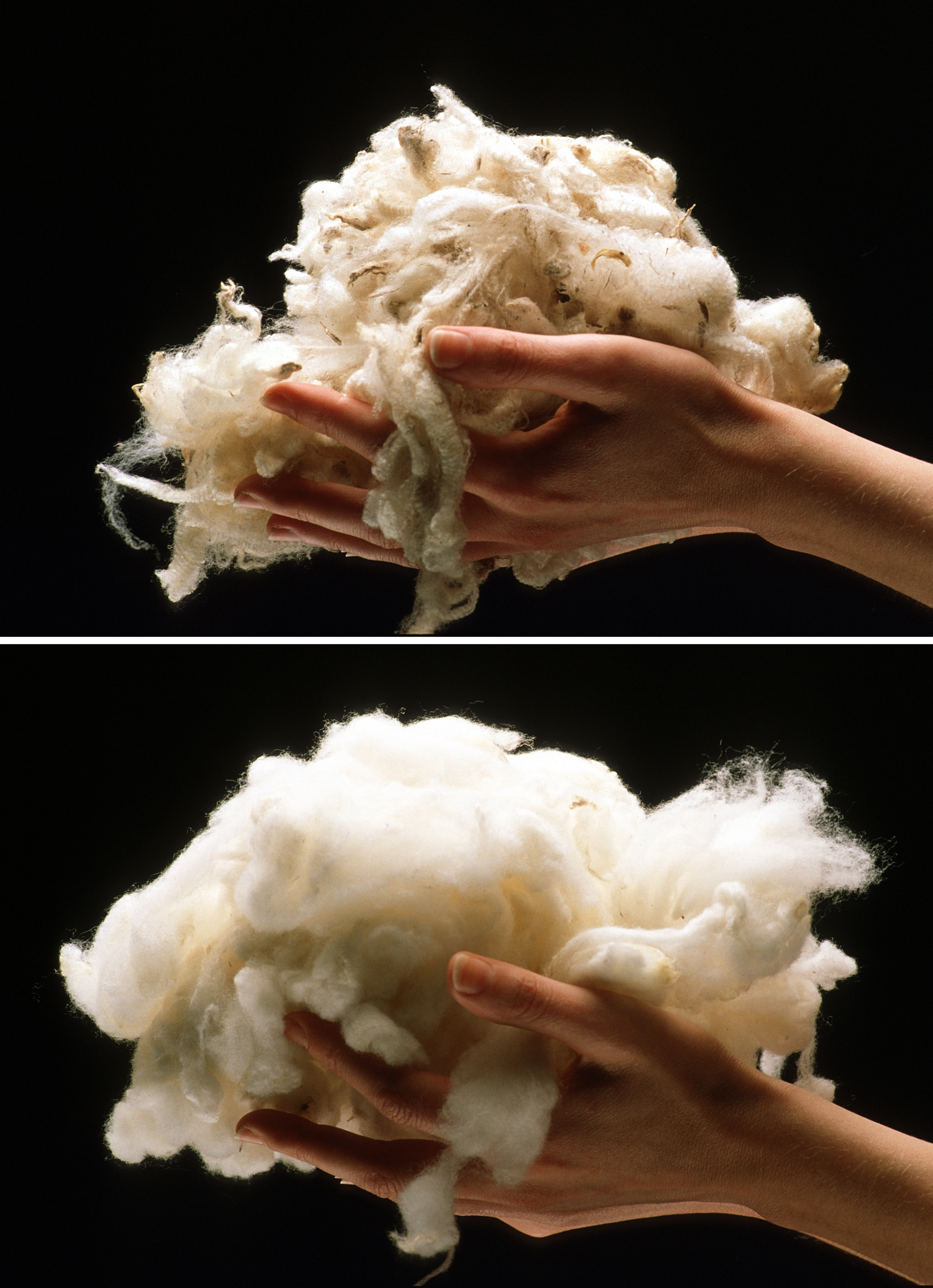
Surová a praná ovčí vlna

Průměrné složení neprané australské vlny (v %):
| Druh ovce | Podíl vláken | Vlnní tuk | Pot | Nečistoty | Vlhkost |
| --------- | ------------ | --------- | --- | --------- | ------- |
| Merino    | 49           | 16        | 6   | 19,5      | 9,5     |
| Crossbred | 61           | 11        | 8   | 8         | 12      |

Nečistoty pochází z pastviny. Jsou to zejména úlomky rostlin, zaschlé bláto a exkrementy, písek.
Vlnní tuk se nemá vyprat beze zbytku. Pro zpracování je výhodné ponechat na vláknech na česanou přízi asi 1 % a na mykanou přízi 2 % mastnoty.

## Způsoby praní

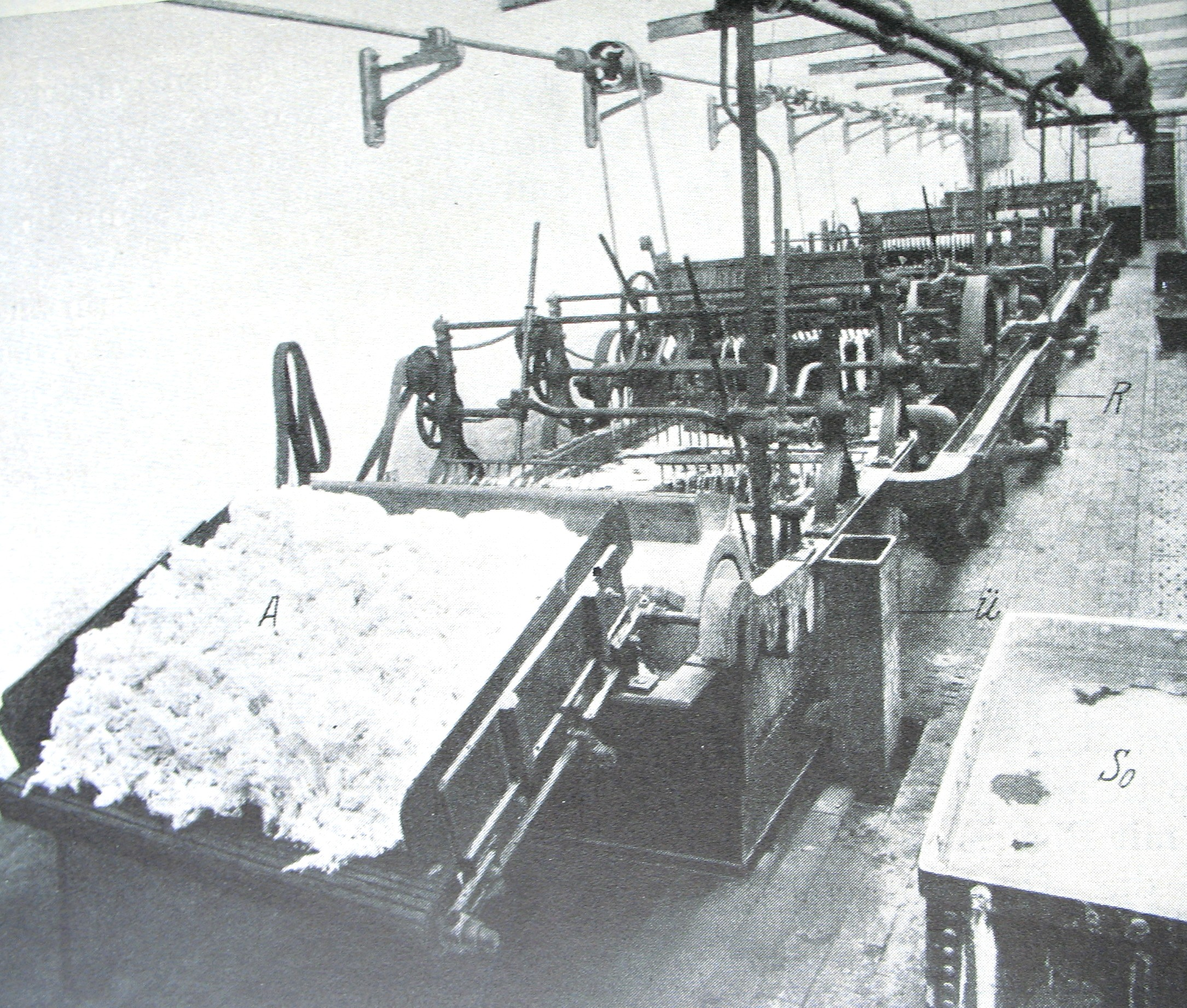
Hrabicový leviatan z 20. let 20. století

Srsti některých hrubovlákenných ovcí se někdy perou přímo na zvířeti, tím se předem odstraní asi třetina nečistot. Všechny surové vlny se pak perou na průmyslových zařízeních, při čemž se rozlišují dvě technologie:
- praní ve vodním prostředí,
- praní rozpouštědly.

### Praní ve vodním prostředí
Praní ve vodním prostředí se provádí na tzv. leviatanech, což jsou kontinuální linky se 4–6 vanami, mezi kterými jsou odmačkávací válce. Materiál se přivádí do stroje pomocí nakládače a linka je zakončena sušárnou.

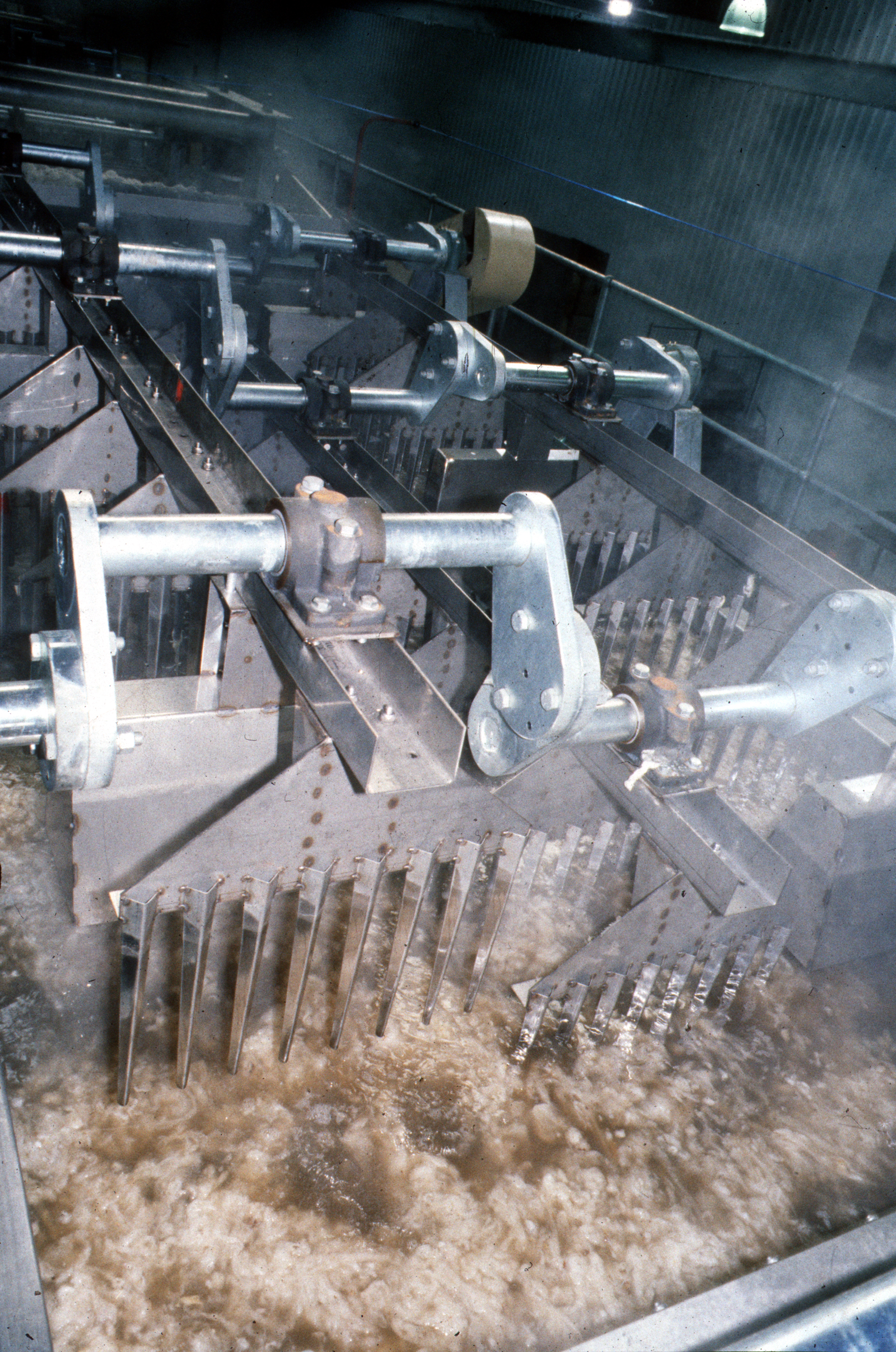
Hrabice leviatanu (SCIRO 2000)

Jednotlivé vany pojmou 6000–13 000 litrů tekutiny, zařízení s pracovní šířkou cca 2–3,5 m bývá až 50 metrů dlouhé a dá se na něm vyprat 500–800 kg vlny za hodinu.
Ke strojnímu zařízení obvykle patří lanolinová stanice na těžení tuku z pracích vod.
Voda ve vanách se ohřívá na cca 50 °C a přidává se do ní uhličitan sodný a prací prostředek. Vlákenný materiál je při praní v neustálém pohybu, který je způsoben
- výkyvy hrabic (na snímku vpravo je jedna vana staršího hrabicového leviatanu) nebo
- otáčením perforovaných bubnů. Princip bubnového leviatanu je novější, má zejména tu výhodu, že je zde podstatně omezeno zplsťování a zaplétání vlněných vláken.

Jeden z moderních systémů je Siroscour vyvinutý australským institutem SCIRO v roce 1977. Je to vícestupňová kombinace praní ve vlastní špíně, odtučňování a máchání. Siroscour je vhodný zejména pro jemné vlny.

### Praní vlny rozpouštědly (systém Sover)
Princip spočívá v praní při izoelektrickém bodě (pH 4,9), kde vlna má nejmenší bobtnavost a reakční schopnost, takže se sníží riziko poškození vláken na nejnižší míru. Vrstva vláken na perforovaném dopravníku se postřikuje hexanem, směsí vody a isopropyalkoholu a znovu hexanem. Směs vody s alkoholem zbaví vlnu potních látek a hexan ji odmastí.
Zařízení sestává z hermeticky uzavřeného extraktoru a sušárny. Mezi každým oddílem extraktoru jsou odmačkávací válce, pod strojem je umístěna dekantační nádrž (oddělení nerozpuštěných látek od kapaliny). Prací a sušicí linka je asi 40 metrů dlouhá, při pracovní šíři 2 m se s ní dá dosáhnout 2–3násobného výkonu oproti praní na leviatanu.

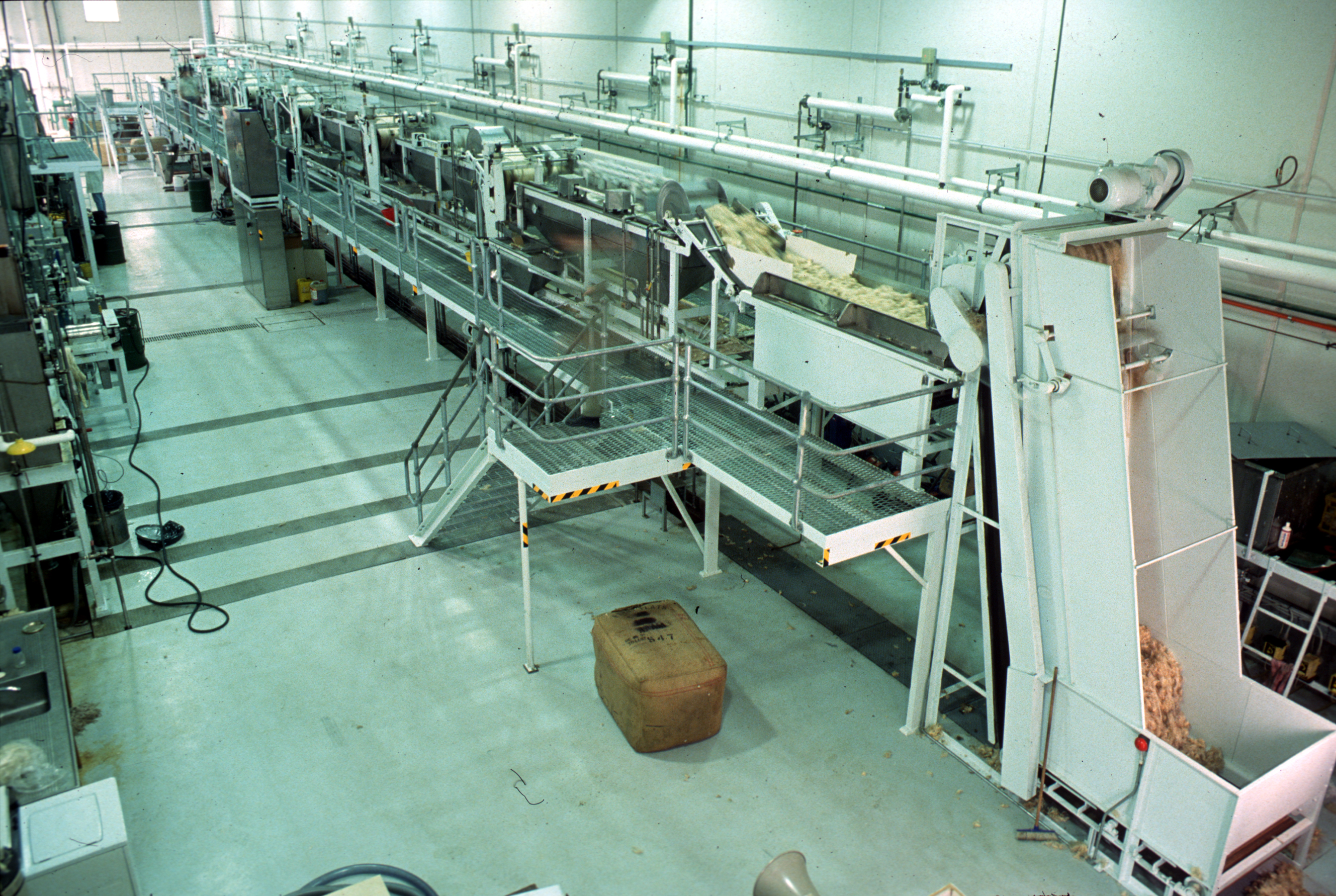
Laboratorní leviatan Siroscour z roku 2000

Součástí linky je zařízení, na kterém se zušlechťuje získaný lanolin (85–90 % množství obsaženého v surové vlně), čistí voda a recyklují rozpouštědla.
Vlna praná tímto způsobem má být čistější a obsahuje méně krátkých vláken než materiál praný ve vodním prostředí.
Pokusy s praním vlny rozpouštědly (solvent scouring) se prováděly v různých zemích asi od roku 1950, v 90. letech bylo ve světě v praktickém provozu 7 zařízení. K zavedení výroby jsou však nutné vysoké investiční náklady a technologie je v porovnání s klasickým praním velmi složitá. Z těchto důvodů není dosud (až do začátku 21. století) tento systém komerčně úspěšný.

## Sušení a karbonace
K sušení vlákenných vloček se používají jednopásové nebo bubnové sušicí stroje. Na odpaření 1 kilogramu vody je zapotřebí 1,5–2 kg páry.
Karbonací se odstraňují z vyprané vlny rostlinné nečistoty. Jako chemikálie se nejčastěji používá kyselina sírová, kterou se spálí celulózové příměsi.
K vlastní karbonaci se dají použít stejné stroje (leviatany) jako na praní vlny. Ty se seřazují spolu se sušicími, klepacími a dopravními zařízeními do linky o délce 60–100 m. Karbonační linka může zpracovat až 300 kg vlny za hodinu.